# Olympische Sommerspiele 1992/Teilnehmer (Suriname)
| Gelbes Symbol für Goldmedaillen mit stilisierten Olympischen Ringen | Graues Symbol für Silbermedaillen mit stilisierten Olympischen Ringen | Braundes Symbol für Bronzemedaillen mit stilisierten Olympischen Ringen |
| ------------------------------------------------------------------- | --------------------------------------------------------------------- | ----------------------------------------------------------------------- |
| —                                                                   | —                                                                     | 1                                                                       |

Suriname nahm bei den Olympischen Sommerspielen 1992 in Barcelona zum siebten Mal an Olympischen Sommerspielen teil. Die Delegation umfasste sechs Athleten.

## Teilnehmer nach Sportart

### Leichtathletik
- Tommy Asinga
Männer, 800 m: im Halbfinale ausgeschieden (1:46,78 min)
- Letitia Vriesde
Frauen, 800 m: im Halbfinale ausgeschieden (1:58,28 min)
Frauen, 1500 m: im Halbfinale ausgeschieden (4:09,64 min)

### Radsport
- Realdo Jessurun
Männer, Straßenrennen: dnf

### Schwimmen
- Anthony Nesty
Männer, 100 m Schmetterling:  3. Platz (53,41 s)
- Enrico Linscheer
Männer, 50 m Freistil: 33. Platz (23,74 s)
Männer, 100 m Freistil: 47. Platz (52,94 s)
- Giovanni Linscheer
Männer, 100 m Freistil: 37. Platz (51,82 s)
Männer, 100 m Schmetterling: 37. Platz (56,20 s)